# 神浦匠
神浦匠（みうら たくみ、1964または1965年 - 2021年11月1日）は緊縛師。兵庫県姫路市出身。1988年より活動開始。1996年より現在の神浦匠と名前を改め、現在に至る。

## 来歴
1980年代、当時活躍していた明智伝鬼と出会い、縛りの奥深さに魅了され、氏の元で裏方を勤めつつ緊縛の手法を習得。
ただし、師弟関係ではない。のちに氏との共演公演など、ライブや催し等を手がけた。
インターネット創成期には、ＷＥＢ初のＳＭ専門ショップを始め、現在でも緊縛用麻縄をはじめ、鞭などのコラボレート商品を通販している。
後にSM誌の編集長を経て、メディア媒体や舞台で緊縛指導・緊縛師として活動。
1996年、明智伝鬼と共に、縛友会という緊縛愛好者の同好会を結成。日本古来からの緊縛技術の継承に努める。
2006年9月明智伝鬼死去のため、総代を襲名する。
また、ネットを通じて、縛りに興味を持つ人たちへ向け、安全に縛りを楽しめるように、縛り方の初級、中級、上級と分けた緊縛講習スタイルを確立。講習会のモデルパターンを築く。
現在では、緊縛の安全と技法を重視した練習スタイルを取り入れ、緊縛道場として定期的に開催されている。さろんを開催し、縛りに興味をもつ人々と交流をはかっている。
2021年11月1日、57歳で没。